# Albert Ocicky
Albert Ocicky, poljski jezuit, pedagog in ekonomist, * 1574, Mazovija, † 25. december 1637, Jurklošter.
Bil je rektor Jezuitskega kolegija v Ljubljani (1622-1630) in superiorij Pleterij (1610-1619, 1621-1622 in 1631-1633) in Jurkloštra (1635-1637). 